# Anodonthyla montana
- Commons
- Wikispecies

Anodonthyla montana é uma espécie de anfíbio da família Microhylidae.
É endémica de Madagáscar.
Os seus habitats naturais são: matagal tropical ou subtropical de alta altitude, campos de altitude subtropicais ou tropicais e áreas rochosas.